# Калмыцкая литература
Калмыцкая литература — литература на калмыцком языке или написанная калмыцкими авторами на других языках.
Калмыцкая литература имеет многовековую историю, подразделяется на старокалмыцкий или ойрат-калмыцкий (до Октябрьской революции) и новокалмыцкий периоды. Коллектив двухтомника «История калмыцкой литературы», вышедшего в 1980—1981 годы в Калмыцком книжном издательстве в Элисте, подразделяет калмыцкую литературу на дооктябрьский (I том) и советский (II том) этапы.
В начале своего развития калмыцкая литература была тесно связана со старомонгольской письменностью и осознанием калмыками своей принадлежности к монгольской общности. После создания Калмыцкого ханства и собственной письменности тодо-бичиг калмыцкая литература отделилась от монгольской и стала самостоятельно развиваться под значительным влиянием буддизма, тибетской литературы и устного народного творчества.
Специфической особенностью калмыцкой литературы является её отрыв от связей с литературой других монгольских народов (начиная с XVII века). Как утверждает А. Бадмаев «калмыцкая литература ничего общего не имеет с литературой бурят, монголов».
Согласно А. Салдусовой последним произведением, которое завершило старокалмыцкий этап развития калмыцкой литературы, стала поэма «Услаждение слуха» буддийского священнослужителя Боован Бадма, которая вышла в 1916 году в Санкт-Петербурге.
После Октябрьской революции наступил советский период истории калмыцкой литературы, характеризующийся определёнными идеологическими установками, связанными с методом социалистического реализма и проникновением русского языка в творчество калмыцких писателей. В начале этого периода калмыцкая письменность тодо-бичиг была последовательно заменена на латиницу и затем — на кириллицу. В это же время в калмыцкой литературе произошёл разрыв с её художественным прошлым наследием, который, как пишет Р. А. Джамбинова, обернулся «утратой национальных альтернатив развития». В 70-80-е годы XX столетия, когда в советской литературе начался процесс утраты  значимости социалистического реализма, в калмыцкой литературе возник кризис, после которого калмыцкие писатели стали разрабатывать в своих произведениях нравственную проблематику; в их сочинениях наметился интерес к наследию дореволюционной литературы, эпическому жанру и калмыцкому устному творчеству.
В настоящее время калмыцкая литература характеризуется наличием в основном произведений малых литературных форм и билингвизмом в творчестве калмыцких писателей. В наше время в Элисте издаётся единственный в Калмыкии литературный журнал «Теегин герл», на страницах которого публикуются произведения современных калмыцких авторов.

## Истоки
Академик Борис Владимирцов утверждает, что до XVII века об ойратско-калмыцкой литературе в целом «можно сказать почти то же самое, что и о монгольской, таким же образом можно охарактеризовать её». Калмыцкий литературовед А. Бадмаев при определении времени возникновения калмыцкой литературы применяет хронологические и географические критерии. Как он утверждает, калмыцкая литература начинается временем переселения калмыков (XVII век) на территорию Поволжья (географический критерий). По его утверждению, собственно калмыцкая литература, несмотря на то, что она выросла из общемонгольских источников, не имеет ничего общего с бурятской и монгольской литературами. Применяя эти два критерия, А. Бадмаев разделяет историю калмыцкой литературы на следующие этапы: древняя общемонгольская поэзия, литература общемонгольского периода (XIII—XV вв.), ойратско-калмыцкий период (XV — первая половина XVII века), дореволюционная литература (XVII — начало XX века) и современная литература.
В середине XIII века среди монголов стали появляться тибетские ламы. В 1253 году хан Хубилай пригласил к своему двору Пакма-ламу, который создал монгольский алфавит на основе тибетского. С этого века стала развиваться общемонгольская литература, которая постепенно разделялась на две отдельные ветви: одна из них существовала в устном творчестве, другая создавалась людьми, владеющими письмом, среди которых большую роль играли буддийские монахи с Тибета. Монгольская письменность, утверждённая в 1269 году, была переработана Чойджи-Одсером в 1300 году для перевода буддийских сочинений. В это время появилась первая монгольская летопись «Сокровенное сказание монголов», возникшая на основе предшествующего богатого устного творчества и которая, по словам Б. Владимировцова, возвела монгольскую письменность «до степени литературы». «Сокровенное сказание монголов» значительно повлияло на последующих калмыцких летописцев и их творчество. В это же время были написаны «Легенда об Аргасун-хуурчи», посвящённая певцу-импровизатору при дворе Чингис-хана, «Мудрая беседа мальчика-сироты с девятью орлюками Чингис-хана», «Алтан тобчи» («Золотое сокращение») авторства Лувсанданзана. В XIV веке возникают поэтическая сказочная «Повесть о двух скакунах Чингиса» («Чиңгисин хойр э заhлын тууж оршвн») и «Легенда о разгроме трёх сотен тайчудов» («hурвн зун тәәчүдиг дарсн домг»).
В начале XVII века начинают определяться национальные черты монголоязычных народов. Общемонгольская литература дала развитие ойратско-калмыцкой и бурятской литературам. В это время среди ойратов начинает развиваться своя собственная традиция, ставшая основой будущей калмыцкой литературы. Возникают сказки различных жанров: волшебные, бытовые, богатырские, легенды и сказки о животных. Наиболее известны сказочные сборники «72 небылицы» («Далн хойр худл») и «Задушевный разговор» («Седклин күр»). Из калмыцкой богатырской сказки и песенного поэтического творчества возникли улигэры (героические былины), из которых в свою очередь появились героические эпосы «Джангар», «Сказания о Гэсэре» и «Сказания об Амурсане». К наиболее древним формам устного поэтического творчества, сохранившихся до нашего времени, являются благопожелания йорял, восхваления магтал, проклятия харал, жанр наставлений и афоризмов сургал и свойственный только калмыкам специфический жанр устного творчества кемялген.
Дореволюционный период истории изучения калмыцкой литературы характеризуется в основном собиранием различных письменных материалов, которые становились объектом изучения монголоведов. Советский период изучения калмыцкой литературы начался со статьи Б. Владимирцова «Монгольская литература», которая была опубликована в 1920 году в сборнике «Литература Востока». В этой статье Б. Владимирцов рассматривал калмыцкую литературу отдельно от монгольской.

## Появление собственной письменности
Отделение калмыцкой литературы от общемонгольской связано с созданием в 1633 году Калмыцкого ханства, когда ойраты стали сознавать себя отдельным от монголов народом. В это время в Калмыцком ханстве стали развиваться различные отрасли хозяйства, расцветать местная культура, создаваться различные произведения ойратов на старомонгольской письменности и переводы с тибетского языка книг религиозного и исторического содержания. Стала появляться собственная литература на ойратском языке, продолжавшая традиции монгольской литературы. Для упрощения старомонгольской письменности в 1648 году Зая-Пандита создал для калмыков собственное «ясное письмо» (тодо-бичиг). Одним из первых самостоятельных произведений Зая-пандиты стали труды, посвящённые новому алфавиту «Монгольское ясное письмо» («Тод монhл кемәк үзг оршв») и «Состав букв» («Үзгин нәәрүлh»). Согласно Андрею Бадмаеву «именно в 1648 году ойраты — предки калмыцкого народа — получили национальную письменность, после чего стала развиваться ойрат-калмыцкая литература» и с этого времени можно говорить о зарождении самостоятельной калмыцкой литературы. Просветительская и общественная деятельность Зая-Пандиты способствовала закреплению новой письменности, становлению отдельной от монгольской литературы ойратов и возникновению литературного калмыцкого языка. По свидетельству биографа Зая-Пандиты, его современника Ратнабадры, учениками Зая-Пандиты было переведено на калмыцкий язык 177 различных произведений с тибетского, монгольского языков и санскрита. До нашего времени в монастыре Гандантэгченлин в Улан-Баторе сохранился перевод сочинения Зункавы «Степени пути к святости», сделанный самим Зая-Пандитой в XVII веке. До настоящего времени обнаружено более 60 переводов сочинений, которые сделал Зая-Пандита.
Несмотря на существование почти в течение трёх веков собственной оригинальной письменности, знание тодо-бичиг было уделом в основном буддийских священнослужителей и калмыцкой аристократии, поэтому грамотность среди калмыцкого населения Российской империи оставалось очень низкой — 2,3 % в 1913 году. Письменность тодо-бичиг, ставшая одним из элементов культурной традиции российских калмыков и их национальной самоидентификации, широко использовалась среди них до 1925 года. До наших дней дошли многочисленные письменные произведения и источники, являющиеся образцами дореволюционной калмыцкой литературы и культуры.

## Дореволюционный период
Калмыцкий литературовед Андрей Бадмаев считает, что дореволюционная калмыцкая литература развивалась одновременно в светском и религиозно-мистическом направлениях. Он подразделяет средневековую калмыцкую литературу на следующие жанры:
- эпические сказания;
- летописи, исторические хроники;
- жизнеописания (агиография, намтары);
- дидактические сборники (сургалы);
- магические сочинения, предсказания;
- жанр хождений;
- фольклорные произведения (йорялы, магталы и харалы);
- буддийский катехизис.

### Эпические сказания
Былинный эпос у монгольских народов сформировался ранее возникновения их письменной литературы. Как пишет С. Неклюдов, эпические сказания сыграли среди монгольских народов огромную роль в развитии литературы вплоть до новейшего времени:

«В литературном процессе народов Центральной Азии на всех этапах исторического развития словесного искусства — собственно монгольского, бурятского и калмыцкого — эпос играет огромную роль, связь с народным творчеством в большей степени определяет пафос литературных произведений, их стиль и жанровую природу. Традиции устного эпоса сохраняют свою продуктивность в развитии повествовательной литературы вплоть до новейшего времени».

С первой половины XIX века началось научное исследование устного поэтического творчества калмыков. Европейскими учёными предпринимались научные экспедиции в калмыцкую степь. Первой европейской документированной записью о «Джангаре» считается запись одной песни и легенды о джангарчи, которые опубликовал лютеранский пастор Вениамин Бергман в 1804 году. В 1864 году профессор Константин Голстунский опубликовал литографским способом две песни эпоса «Джангар». В 1905 году калмыцкий общественный деятель и просветитель Номто Очиров предпринял поездку в калмыцкую степь, где записал десять песен «Джангара» из уст джангарчи Ээлян Овла и издал их в 1908 году в Санкт-Петербурге. С этого времени началась развиваться отдельная научная дисциплина калмыковедения под названием «джангароведение», которая сегодня является приоритетным направлением КИГИ РАН.
В советское время изучением «Джангариады» занимались академики Борис Владимирцов и Сергей Козин. Борис Владимирцов дал следующую характеристику «Джангара»: «(Джангар) возник и развивался исключительно в аристократической феодальной среде, которая щедро оплачивала джангарчи — исполнителей „Джангариады“». С. Козин опубликовал в 1940 году специальное исследование «Джангариада. Героическая поэма калмыков», которое стало первым филологическим исследованием эпоса в отечественной монголистике.
К эпическому жанру также относятся общемонгольские «Сказания о Гэсэр-хане, владыке десяти стран света» («Арвн зүгин эзн Гэсэр хаани тууҗ оршва») и «Повесть о Хан Харангуе» («Хан Харңһу кэмәк тууҗ оршва»). «Сказания о Гэсэр-хане» существуют в калмыцкой версии, написанной на калмыцком алфавите «тодо үзүг». По утверждению калмыцкого литературоведа Санжеева Г. Д. «Повесть о Хан Харангуе» «не является простой записью народной эпопеи, это — подражание устной эпической поэме». По свидетельству А. В. Бурдукова «Повесть о Хан Харангуе» была популярна среди дербетов Кобдоского аймака.

### Исторические хроники
Исторические хроники, являющиеся одними из важных элементов средневековой калмыцкой литературы, представляют интерес тем, что они были написаны самими калмыками и описывают жизнь калмыцкого общества. Академик Борис Владимирцов характеризует исторические хроники как самые важные литературные произведения ойратской литературы:

«Среди оригинальных произведений ойратской литературы на первом месте стоят исторические произведения, составившие особый род литературы из „исторических преданий“, „героических поэм“, „дидактических поэм“, которые перерабатывались или просто записывались».

Академик Борис Владимирцов считает, что средневековая калмыцкая литература была продолжением ойратской литературы. Он утверждает, что «Сокровенное сказание о монголах» повлияло на исторический жанр средневековой повествовательной литературы калмыцкого народа. Монголовед Владислав Котвич пишет, что у калмыков существовала богатая историческая литература, которая не сохранилась по разным причинам, в первую очередь из-за их кочевого образа жизни и отсутствия библиотек, тем не менее, некоторые письменные документы свидетельствуют, что этот жанр литературы имел важную роль в развитии калмыцкой литературы: «… испытанные ими превратности судьбы не способствовали сохранению исторической литературы, которая несомненно у них существовала, и теперь о степени её развития можно судить лишь по немногим фактам». В. Л. Котвич подчёркивает, что сохранившиеся исторические хроники «указывают на разнообразие имевшейся у ойратов исторической литературы».
На калмыцком языке создаются оригинальные исторические произведения, среди которых выделяются «Сказания о дербен-ойратах» (Эмч hавң Шарв Дөрвн Өөрдин түүк) Габан Шараба. Это произведение признано Б. Владимирцовым «самым выдающимся историческим произведением, на котором отразились былые эпические настроения и взгляды». В этом произведении автор пытался осмыслить сложную политическую обстановку в калмыцком обществе XVII—XVIII веков и описывал общественные отношения своего времени. Написанное лаконичным, живым языком и имеющее оригинальный сюжет, оно содержит многочисленные сведения по истории и культуре калмыцкого народа и является одним из лучших художественных произведений калмыцкой литературы конца XVII века.
Другими произведениями исторического жанра являются «Шара туджи» («Жёлтая история») неизвестного автора, «Алтан тобчи» («Золотое сокращение») Лувсанданзана, «Эрднин эркэ» («Драгоценные чётки») Галдана, «Эрднин тобчи» («Драгоценное сокращение») Саган Сэцэна, «Болор эркэ» («Хрустальные чётки») Рашипунцуга, «Краткая история калмыцких ханов» («Хальмг хаадын туужинги хураж бисчн товч оршва») неизвестного автора, которые фиксируют историю калмыцкого народа. «Краткая история калмыцких ханов» описывает 150-летний период истории Калмыцкого ханства (XVII—XVIII века). Ценность этого произведения состоит в том, что оно в повествовательной форме пытается объяснить причину перехода калмыков из Джунгарии в Россию, даёт довольно подробные биографические сведения из жизни Дондук-Омбо, Дондук-Даши и Аюка-хана и описывает взаимоотношения между калмыцкими ханами и российским правительством.
С появлением собственной письменности стало оформляться устное наследие, которое сохранялась калмыцкими рапсодами джангарчи. Среди записанных произведений устного творчества наиболее известны исторические хроники «Сказание о поражении монголов дербен-ойратами» («Дөөрвн өөрд монглыг дарсн тууж») и «История монгольского Убаши-хунтайджи» («Монглын Увш хун тээжин тууж»). «Сказание о поражении монголов дербен-ойратами» считается одним из самых лучших произведений калмыцкой литературы XVI века, в котором отображены начальные этапы развития литературного калмыцкого языка. Это произведение является образцом живой речи ойратов XVI—XVII веков.
В XVII и XVIII веках развивалась историческая и героическая литература, описывающая взаимоотношения калмыков с соседними народами во время переселения на запад. Исторические произведения описывали героические подвиги калмыцких нойонов Убаши-хун-тайчжи, Шуно-батура, Амурсана. Особенное положение имеют легенды об Амурсане, который являлся борцом за независимость Джунгарского ханства против маньчжуров во второй половине XVIII века. Б. Владимирцов упоминает, что среди российских калмыков в XIX веке распространялось мнение, что Амурсан воплотился в России и вскоре должен появиться среди них, чтобы возглавить поход для освобождения Монголии. Эта легенда об Амурсане, ставшая оригинальным образцом калмыцкой литературы, привела к возникновению в конце XIX века многочисленных литературных произведений, воспевающих его подвиги. Несколько вариантов этой легенды записал А. Позднеев.
В XVII—XVIII веках также создаются многочисленные переводы по анатомии, медицине, астрономии и юриспруденции, обогатившие калмыцкий язык научной терминологией. Среди подобных сочинений выделяются юридический свод «Йэкэ цаджиин бичик» — законы, составленные в 1640 году на собрании ойрат-калмыцких нойонов под руководством Батура-хунтайджи и собрание указов Галдана-Бошогту, датируемое 1678 годом. Эти указы были редактированы ханом Дондук-Даши в 1751 году.
Исторические сочинения начала XIX века воспевают подвиги калмыцкого народа. Калмыцкий писатель XVIII века Габан Шараб пишет «Сказание об ойратах» («Халимак хадыйн тучжи»). Нойон Батур-Убаши Тюмень, построивший Хошеутовский хурул, создал на основе сочинения Габана Шараба историческое сочинение «Сказание о дербен-ойратах» («Хошууд нойон Баатур Убаши Тумуни туурбигсан дорбойн ойридиин түүк») и «Повествование о четырёх Ойратах» («Дорбон Ойрадыйн туйкэ»). «Сказание о дербен-ойратах» Батур-Убаши Тюмень писал на протяжении восемнадцати лет с 1801 по 1819 год. Это произведение даёт сведения о двухсотлетней истории калмыков в составе Российской империи. Получивший европейское образование, Батур-Убаши Тюмень в своих «Сказаниях о дербен-ойратах» широко употреблял русские слова и лексические заимствования, в связи с чем это произведение является языковедческим образцом начала проникновения русского языка в калмыцкую литературную деятельность.
В начале XIX века появляются юридические сочинения, нормирующие отношения калмыков с Российской империей. В 1822 году были написаны «Зинзилинские постановления калмыков».

### Жизнеописания
В 1691 году ученик Зая-Пандиты Ратнабхадра написал агиографию о Зая-Пандите «Лунный свет: История рабджам Зая-Пандиты» («Равжам Зая-пандитын тууж Сарын герел кемәх оршва»). После Ратнабхадры стал развиваться агиографический жанр под названием «намтар» (жизнеописание), который описывал жития известных буддийских святых и калмыцких деятелей.
Этот литературный жанр в средневековой калмыцкой литературе не получил широкого распространения из-за того, что намтары писались по определённому образцу, трафарету и канонам буддийской агиографии. Главным образом делались переводы с тибетского языка. Из-за строгих буддийских канонов этот жанр мало развивался. Этот тип произведений в ойратской литературе возник в XVII веке. Оригинальные произведения этого жанра на калмыцком языке подражали тибетским образцам, в связи с чем агиографическая калмыцкая литература имела однобокий характер и не пользовалась широкой популярностью. По своей характеристике намтары подразделялись на «обычные», предназначенные для простого народа и «тайные», которые использовало буддийское духовенство.
Самым известным намтаром является «Жизнеописание найджи Тойна» («Нәәж төөнә намтр») Билигин Далая.

### Дидактические сборники
Жанр сургалов (наставления, поучения), возникший на основе народной афористической поэзии, получил распространение в XVII веке. Сургалы подразделялись на общие, предназначенные для всех читателей, и специализированные, которые содержали различные сведения об уходе за скотом, лечении болезней и научные сведения. Самым известным монгольским сургалом был «Оюн түлкүр» («Ключ разума»), который оказал влияние на позднейшие калмыцкие произведения в этом жанре. У калмыков на основе «Оюн түлкүр» был создан афористический сборник «Үлгүрин дала» («Океан пословиц»), содержащий различные народные пословицы и поговорки. До нашего времени эта книга не дошла, но она указывается как один из источников сборника пословиц и афоризмов «Хальмг үлгүрмүд болн тәәлвртә туульс», который был издан в 1940 году Баатром Басанговым (сборник был переиздан в 1960 году). Сам Баатр Басангов в предисловии к своему сборнику писал, что «Большинство встречающихся в нашем сборнике длинных пословиц взяты из Үлгүрин дала». Калмыцкий литературовед А. Бадмаев подтверждает, что Баатр Басангов обладал рукописью «Океана пословиц».
Существовали другие известные сборники поучений «Ясное зерцало», «Светлое зерцало» и «Поучения попугая».
В начале XIX века стали появляться переводы на калмыцкий язык с русского языка различных популярно-познавательных сочинений по медицине, ветеринарии и сельскому хозяйству. Самым известным переводом было сочинение Осипа Каменецкого «Краткое наставление о лечении простыми средствами болезней, от различных ядов случающихся» («Ахр сурhль. Өвчтə.күүг кимд арhар эмин зүү. Деед төд ик эзнə гегəнə ишəр hарhсн 1-гч дегтр. Эмин зүүhин коллег даалhсар эмин зүүд бəəгч эмч Осип Каменецкий эн бичг бийнь hарhва. Үүнəс хальмгин келнд орчулва»), первое издание которого вышло в 1806 году.

### Жанр хождений
В 1771 году большая часть калмыков откочевала в Джунгарию. Калмыки, оставшиеся в низовьях Волг стали постепенно терять духовные связи с Тибетом, которые почти прекратились к концу XIX века. Эта ситуация способствовала возникновению в начале XX века жанра хождений, описывающего паломнические путешествия в Тибет. Описательные сочинения калмыцких паломников и путешественников, как пишет А. Бадмаев, не являются художественными произведениями, но имеют научную ценность для ориенталистов и представляют собой наследие культурного творчества калмыцкого народа.
Литературная традиция приписывает первое калмыцкое хождение некоему бакши Джиджетену (Джиджэтэн), который якобы посетил Далай ламу. В жанре хождений Джиджетен описывается как искусный иконописец и автор множества буддийских икон. А. Позднеев отождествлял Джиджетена с исторической личностью Галдан Цэрэном, который был потомком дербетского нойона Далай-таши. Галдан Цэрэн в конце своей жизни проживал в Санкт-Петербурге, где скончался в 1674 году.
В начале XX века Бааза Менкеджуев (1846—1903) предпринял длительное путешествие в Тибет, после которого он написал «Сказание о хождении в Тибетскую страну Мало-дербетовского Бааза-багши» («Баh дөрвд нутга Бааза багшин Төвдин орнд йовсн нутука»). Эта книга вызвала всплеск интереса калмыков к Тибету и началось массовое паломничество калмыков в Тибет. В 1886 году рукопись Бааза Менкенджуева приобрёл Алексей Позднеев, который издал её и в своём предисловии написал, что «Записки Бааза гелюнга представляют собой высокий интерес не только потому, что описывают неведомые нам страны Внутреннего Тибета, но и потому что живописуют перед нами истинный тип не менее малоизвестного для нас калмыка» и являются «для европейских ориенталистов первым образцом описательных калмыцких произведений».
Известно сочинение калмыцкого гелюнга Пурдаш Джунгруева, в котором он описал свои впечатления от двух поездок в Тибет. Эти путешествия он совершил в 1898—1900 и 1902—1903 годах. Сочинение Пурдаш Джунгруева, написанное в стиле дневника, имеющее географические и этнографические сведения, было награждено в 1905 году малой серебряной медалью Русского географического общества.
Другим калмыцким путешественником был Овше Норзунов, который посетил Тибет и Далай-ламу в 1898—1899 годах. Он написал «Рассказ о путешествии в Тибет». В своём рассказе он описывает Лхасу и жизненный уклад тибетцев. После Тибета он через Индию отправился в китайский порт Ханчжоу, откуда через Пекин достиг монгольской Урги. В 1899 году он прибыл в Санкт-Петербург, где издал свои заметки, которые интересны своими этнографическими сведениями. В этом же году он вступил в Русское географическое общество, по просьбе которого он вторично отправился в Тибет, где сделал фотографические снимки, ставшие первыми в истории опубликованными фотографиями Лхасы.
В 1901 году в Санкт-Петербурге была издана книга «Поездка в пределы Западной Монголии, совершённая в 1899 году Леджином Арлуевым и его двумя спутниками». В 1919 году Дамбо Ульянов описал свои путешествия на Тибет в книге «Предсказания Будды о Доме Романовых и краткий очерк моих путешествий в Тибет в 1904—1905 гг.».

### Фольклорные произведения
Важным элементом в средневековой и более поздней калмыцкой литературе было устно-поэтическое искусство, являющееся культурным наследием калмыцкого народа. Среди этого творчества выделяются мифы, сказки (тууль), загадки (тәәлвртә үлгүрмүд), пословицы и поговорки (үлгүрмүд, цецн үгмүд)), йорялы (благопожелания), магталы (восхваления), харалы (проклятия) и песни (дун). Литературовед Тамара Борджанова относит все эти фольклорные элементы народного творчества к так называемой «магической поэзии». Впервые проблема жанровой характеристики и взаимосвязи устного и письменного творчества калмыцкой литературы была поднята в 1909 году в статье Номто Очирова «Йорелы, харалы и связанный с ним обряд „хара көле утулган“ у калмыков».
Сказки
Как пишет М. Джимгиров калмыцкие сказки «отличаются от европейских смешением действительного и фантастического, сплетением бытовых зарисовок с мифологическими сюжетами и отсутствием чётких граней между мирами смертных людей, небожителей и животных». В калмыцких сказках обнаруживаются следы влияния иных народов (например, индийский цикл «Сидди кюра», сказка «Иван-царевичин туули». Рамстедт в сказке «Два обманщика» видит абхазские следы).
В дореволюционный период были изданы четыре сборника калмыцких народных сказок. В 1873 году востоковед Лер издал первый сборник из шести сказок из цикла «Сидди кюра». А. М. Поздеев издал отдельный том с десятью сказками волшебного характера с дословным русским переводом, представляющий собой оттиск «Калмыцких народных сказок» из Записок восточного отдела Российского археологического общества. В 1898 году Н. Бадмаев издал третий сборник, составленный на основе сочинения Лера. Четвёртым изданием является сборник Г. И. Рамстедта, вышедший в 1909 году. Это сочинение содержит восемнадцать сказок волшебного и бытового характера. Калмыцкий текст в этом сборнике сопровождался немецким переводом. Рамстедт сохранил в латинской транскрипции особенности первоначального текста, не применив собственной переработки, в связи с чем этот сборник представляет научный интерес для калмыцкой фольклористики.
Калмыцкие сказки классифицируются по жанрам и представлены волшебными (фантастическими), богатырскими, бытовыми жанрами, сказками о животных и легендами.
Считается, что в волшебных сказках находится древний пласт монгольских мифов, основанных на добуддийском тэнгриантстве.
Среди сказок сегодня наиболее известны «72 небылицы» («Далн хойр худл»), сборник «Задушевный разговор» («Седклин күр»), который оформился в начале XVIII века.
К сказочным произведениям примыкали устные родословные предания и легенды, которые представляли собой средство обучения и воспитания молодёжи. Позже родовые рассказы стали оформляться в письменные родословия и летописи , из которых в свою очередь произошли произведения исторической направленности. Устные родовые предания до нашего времени не сохранились, литературные произведения этого направления в основном описывают происхождение родов калмыцкой знати (например, сочинение Батур-Убаши Тюменя «Сказание о дербен-ойратах»).
Устное творчество
Афористическая поэзия в пословицах и поговорках отражала историю калмыцкого народа, его социальные и экономические отношения. Оригинальным, свойственным только калмыцкому народу, является народное произведение «Кемялген», который выполнял важную роль в фольклоре, воспитании молодёжи и передачи им исторической памяти народа.
К наиболее древним формам фольклорных произведений относятся йорялы, магталы и харалы. Все эти формы народного творчества имели поэтический характер. Разнообразные по содержанию йорялы являлись наиболее распространённым творчеством среди простого народа. Владимировцов Б. Я. пишет, что «благопожелания по большей части бывают тесно связаны с обрядом или каким-либо бытовым явлением». Наиболее традиционной формой йоряла является формула-вступление «Пусть проживёт много лет, пусть будет крепким счастьем» («Ут наста, бат кишгтә болтха»). Йорялы, произносимые торжественным образом, требовали от человека определённых поэтических навыков. Были особые мастера по произношению йорялов, которые назывались «йорелчи». Каждое более-менее значимое событие в жизни человека сопровождалось благопожеланием в стихотворной форме, которое сочинялось человеком в импровизационной форме:

«Наденет ли калмык новое платье, купит ли новую вещь, переменит ли место кочевья, приступит ли в гостях к еде, приносит ли жертву Будде, тенгриям-небожителям, хозяину огня — всё это постоянно сопровождается соответствующими благопожеланиями».

Магталы и йорялы имели общее происхождение. Древних образцов йорялов в ранних письменных источниках не сохранилось. До нашего времени дошёл «Весенний йорял» (Хаврин йорәл), являющий собой фрагмент несохранившегося крупного поэтического произведения. В отличие от йорялов, желающих благо в будущем, магталы восхваляли настоящее и представляли собой молитву-обращение к силам природы или окружающей среде за помощью.
Харалы (проклятия) имели противоположное от йоряла содержание. В харалах содержалось пожелание зла. Самым известным оберегом от харала считается сохранившееся до наших дней стихотворное произведение Зая-Пандиты «Письмо чёрного языка». Считалось, что это сочинение обладает магической силой, поэтому оно часто переписывалось и хранилось в семьях как защита от несчастий.
Песенное творчество
Песенное творчество калмыцкого народа в средние века в большей своей части имело диалогический и игровой характер. Образцы этого творчества сохранились в некоторых письменных источниках. В 1930 году на берегу Волги была обнаружена так называемая Золотоордынская рукопись на берёсте с записью песни средних веков, которая была записана человеком, сведущим в родной поэзии.
Существовал песенный цикл «Гимн ойратов» («Өөрдин частр»), который содержал в себе песни о Зонкаве, Чингис-хане, Джангаре, событиях исхода калмыков из России в 1771 году и событиях Отечественной войны 1812 года. На песенное творчество значительно повлияла Отечественная война 1812 года, в которой участвовали калмыцкие полка. Сражения калмыков в этой войне были отображены в многочисленных песнях, самые известные из которых являются «Низкорослый серко» («Маштаг борко») и «Длинноносый француз» («Сөм хамрта парнце»).

### Буддийский катехизис
Значительную роль в развитии письменной культуры монгольских народов сыграла монастырская (хурульная) система образования, возникшая в XVI—XVII веках. Эта система образования распространяла грамотность среди ойратского народа.
Вместе с буддизмом в калмыцкую культурную среду стали проникать произведения индо-тибетской литературы. В большей части это были сочинения духовной литературы. В этой ситуации важную роль играли переводчики, которые переработали огромное число религиозных книг (в частности — индийская Рамаяна и сотни томов Ганджура и Данджура). Калмыцкий просветитель Зая-Пандита перевёл и переработал «Сутру золотого света» («Алтан герел»), «Сутру пяти защитников» (Панчаракша), «Праджняпарамиту в восемь тысяч шлок» («Нәәмн миңhн шүлгт») и «Великое освобождение» («Тарпа чэнпо»), введя в терминологию калмыцкого языка философские термины. Зая-Пандита создал неформальную школу переводчиков, которая в целях просветительской деятельности занималась переводом с тибетского языка различных тибетских сочинений.
В 1907 году по инициативе А. М. Поздеева был сделан перевод на калмыцкий язык Шастры «Спасения украшения» («Тоньлхин чимг кемəх шастр»), которая была издана под названием «Буддийский катехизис».

### Поэзия
Калмыцкая поэзия подразделяется на народную и современную. Народная поэзия представлена произведениями народного творчества, состоящая из благопожеланий йорял, восхвалений магтал, проклятий харал, жанр наставлений и афоризмов сургал и свойственный только калмыкам специфический жанр устного творчества кемялген. Народное поэтическое творчество было связано с верой в магическую силу различных действий, совлечённых с мелодикой стиха. Народная калмыцкая поэзия родственна фольклорной традиции монгольских народов, но имеет также некоторые свойственные только ей черты, возникшие из-за изолированности калмыков от других монгольских народов. Йорялы, магталы, харалы и сургалы сохранились до нашего времени, но сфера их употребления по сравнению с концом XIX — началом XX века значительно сузилась. Кемялген почти забыт из-за потери кочевого образа жизни и известен в основном только среди фольклористов.
Специфическим этапом употребления народной поэзии была ссылка калмыков (1943—1956 гг.), когда фольклор стал единственно возможным элементом литературного творчества калмыцкого народа. Иная литературная деятельность в это время была запрещена, поэтому народное устное творчество подверглось значительной унификации, благодаря чему в 60-е годы XX столетия калмыцкие учёные и писатели смогли в полевых условиях собрать богатый материал калмыцкой народной поэзии. Была подготовлена «Антология калмыцкой поэзии», в которую вошли образцы народной поэзии. Один из составителей Антологии народный поэт С. Каляев включил в неё заклятия, йорялы и харалы, но из-за идеологических установок эти произведения были исключены из книги.
В конце XVIII — начале XIX веков было известно имя калмыцкого поэта Ончхана Джиргала, рукописи которого не сохранились. Ончхан Джиргал использовал в своём творчестве традиции устного народного творчества. В его наследии имеются стихи-песни, сатирическое изобличение калмыцкой и религиозной знати, любовная лирика. Самым известным стихотворением Ончхана Джиргала является «Спор», построенное на диалоге между нойоном и поэтом. Отечественная война 1812 года отразилась в сборнике «Горькое время». Как считает А. Бадмаев, творчество поэта Ончхана Джиргала, в котором наметились элементы реалистичности, стало переходом от средневековой калмыцкой литературы к современной.
В 1916 году вышла поэтическая книга лхарамбы Боован Бадмы «Чикнә хужр гидг нертә дун оршва» («Услаждение слуха»), в которой он призывает калмыков обновить свой буддизм. Данное поэтическое сочинение имеет характер обличительного сургала против буддийских священнослужителей. Боован Бадма был главой Чёёря-хурула, потом переехал в 1917 году в Санкт-Петербург, где стал преподавать тибетский язык в Санкт-Петербургском университете. Поэма «Услаждение слуха» стала последней значимой книгой, которая завершила собой старокалмыцкую литературу. Его произведение было опубликовано в одном из томов «Библиотеки всемирной литературы».

## Новый период
Как утверждает С. Цеденова, именно в этот период становится известным автор произведений, потому что «средневекового читателя мало интересовало авторство того или иного произведения. Именно в этот период монгольская литература перестаёт быть анонимной, появляются имена литераторов». С 1917 года появляется новая калмыцкая литература, которая подразделяется на несколько этапов. Существуют разные мнения о подразделении этого периода истории калмыцкой литературы. Авторский состав «Истории калмыцкой литературы» называет этот период советским, подразделяя его на начальный период (20-е годы XX столетия), период 30-х годов, литературу периода Великой Отечественной литературы и современную литературу (1957—1977 гг.).
Согласно другому варианту, предложенному заведующей сектором литературоведения и фольклористики КИГИ РАН Раисой Джамбиновой, периодизация новой калмыцкой литературы должна быть свободна от идеологических установок и делиться на первый период (1917—1943 гг.), второй (1957—1990 гг.) и третий «постсоветский» (после 1990 года). В основе периодизации, предложенной Р. Джамбиновой, находится высылка калмыков (1943—1957 гг.), которая значительно повлияла на развитие калмыцкой литературы нового времени.
После Октябрьской революции в калмыцкой литературе стал зарождаться метод социалистического реализма, который привёл к дальнейшей идеологизации национальной литературы, её отрыву от своего национального литературного наследия, отрицанию какой-либо культурной ценности дореволюционной литературы для советского общества и почти полному её забвению среди калмыцкого народа:

«Основной причиной того, что „новая“ литература развивалась в русле официальной концепции единого метода, явился её „разрыв“ (вполне искусственный) с предшествующими письменными литературными традициями дореволюционного периода. Этот разрыв повлёк за собой ошибочные представления о том, что в литературе Калмыкии якобы отсутствовали литературные традиции, что она не имела письменности; что калмыцкую литературу следует отнести к младописьменным».

При этом коллектив советского издания «Истории калмыцкой литературы» оценивал дореволюционную калмыцкую литературу как «культурное наследие прошлого, … в целом развитие её было прогрессивным, она не утратила своего значения до наших дней хотя потому, что в своём развитии приблизилась к литературе нового времени, подготовив почву для развития литературы советского периода».

### Эмиграция
После Октябрьской революции некоторая часть калмыцкой творческой интеллигенции эмигрировала в Европу, где стала развиваться калмыцкая литература, свободная от идеологических установок. В Европе до начала Второй мировой войны действовала Калмыцкая комиссия культурных работников, которая занималась изданием сочинений калмыцких авторов в эмиграции. В это время в Европе издавались литературно-политические журналы «Хонхо», «Улан Залат», «Ойрат» и «Ковыльные волны». Одним из самых известных калмыцких публицистов в эмиграции был Эренджен Хара-Даван, который издал в 1929 году в Белграде историко-философское сочинение «Чингисхан как полководец и его наследие. Культурно-исторический очерк Монгольской империи XII—XIV вв.».
После революции в Чехию переселился писатель Санжи Балыков (1894—1943). В эмиграции он написал «Воспоминания о Зюнгарском полку» (изданы в 1927 году), сборник рассказов «Сильнее власти» и повесть «Девичья честь» (издана в 1938 году).

### Первый этап новой литературы
В 20-е годы XX столетия происходило параллельное развитие устного народного творчества, которое стремилось сохранить ойратское наследие и новой литературы, которая стремилась это наследие отвергнуть.
Основоположником новой калмыцкой литературы считается Харти Кануков. Во время Гражданской войны он служил в политотделе 10-й Красной армии, где издавал в поэтической форме для воинов-калмыков прокламации, агитационные листовки и воззвания на страницах организованной им газеты «Улан хальмг» («Красный калмык»). Эти агитационные сочинения Харти Канукова стали основой для зарождения новой калмыцкой литературы, в корне отличавшейся от своего предыдущего состояния. С этого времени в калмыцкой литературе стал зарождаться метод социалистического реализма. Значительную роль в развитии новой калмыцкой советской литературы сыграли газеты «Ойратские известия», «Красная Степь», «Теегин герл», на страницах которых печатались произведения калмыцких писателей и поэтов. При редакции газеты «Тангчин зянг» собирался литературный кружок начинающих калмыцких авторов.
В 1920 году вышел литературный сборник «Песни революции», подготовленный политотделом калмыцких воинских частей и ставший первым опытом новой калмыцкой литературы. С этого времени калмыцкая литература стала развиваться в отрыве от своей прошлой религиозной составляющей и приобрела идеологические черты, характерные для советского времени. В начале 1922 года вышел первый в Калмыкии общественно-политический журнал «Ойратские известия», на страницах которого печатались произведения У. Дашана, сделавшего ещё в 1919 году в № 15 журнала «Жизнь национальностей» одну из первых попыток обобщить калмыцкую литературу с позиции нового революционного времени. В первой половине 20-х годов XX столетия публиковались Лиджи Карвин, Бадма Майоров, Николай Нармаев, Адольф Бадмаев, Хонин Косиев, Гулаш Дорджиев, Эрдни Баркуев, Улан Илишкин. Рассказ Гулаша Дорджиева «Крепкое рукопожатие» явился первым в калмыцкой литературе эпистолярным произведением. Эрдни Баркуев стал известен как первый калмыцкий фельетонист и сатирик.
В январе 1925 года был принят новый калмыцкий алфавит на основе кириллицы. Произведения калмыцких авторов на новом алфавите печатались в периодических изданиях «Ойратские известия», «Калмыцкая степь», «Мана келн», «Тангчин зянг», «Красная степь». В 1925 году впервые был опубликован первый калмыцкий советский роман-автобиография Антона Амур-Санана под названием «Мудрёшкин сын».
В 1927 году по инициативе Нимгира Манджиева была создана Калмыцкая ассоциация пролетарских писателей, которая объединяла около 40 литературных кружков. В 1927 году вышли произведения Нимгира Манджиева, ставшего основоположником калмыцкой драматургии. Среди сочинений Нимгира Манджиева выделяются многоактные пьесы «Мууhин сүл, сәәни түрүн» («Конец плохого — начало хорошего»), «Өмн hарсн чикнәс — хөө урhсн өвр үлдг» («Позже появившиеся рога длиннее раньше выросших ушей»). Драматические произведения Нимгира Манджиева повлияли на возникновение национального калмыцкого театра. Сотрудниками Нимгира Манджиева в организации литературного творчества были поэты У. Илишкин, Аксен Сусеев, Санджи Каляев, Хасыр Сян-Белгин.
В 1927 году вышел литературный сборник «Начало хорошего» («Сяни экн»), который включал в себя наиболее значительные произведения молодых калмыцких авторов предыдущих лет.
Для калмыцкой поэзии этого времени характерно идеологическая составляющая, отрицание всего прошлого калмыцкого народа и поиск новых поэтических форм. Первое стихотворение агитационного характера народного поэта Санджи Каляева под названием «Слушайте» было опубликовано 22 октября 1925 года в газете «Улан хальмг».
В 20-е годы XX столетия в массовом порядке переводились на калмыцкий язык произведения русских и современных поэтов и писателей (особенно Демьяна Бедного и Владимира Маяковского). Работа над переводами оказывала значительное влияние на дальнейшее развитие калмыцкой литературы.
В 30-е годы калмыцкая литература и поэзия освобождаются от революционной патетики и декларативности. Зарождается детская литература и усиливается внимание к прошлому наследию. Собирается и систематизируется калмыцкий фольклор. В августе 1937 года Баатр Басангов подготовил подстрочный перевод двенадцати песен калмыцкого эпоса «Джангар», который в 1940 году использовал Семён Липкин при литературном переводе. Баатр Басангов написал несколько пьес, которые повлияли на развитие калмыцкого театра. В 1939 году состоялся всекалмыцкий съезд джангарчи, который стал подготовкой к 500-летию «Джангара», которое праздновалось в 1940 году. Джангарчи Анджука Козаев был принят в Союз писателей СССР. В 1939 году калмыцкие писатели Басанг Дорджиев и Михаил Тюлюмджиев записали из уст джангарчи Мукебюна Басангова шесть новых песен «Джанагара» (5624 стихотворных строф). Начали своё творчество новые писатели и поэты Гаря Даваев, Пюрвя Джидлеев, Б. Дорджиев, Д. Кугультинов, Церен Леджинов, Михаил Тюлюмджиев, К. Эрендженов, М. Эрдниев. В эти годы появились новые переводы на калмыцкий язык произведения А. С. Пушкина, М. Ю. Лермонтова.

### Второй этап новой литературы
В период сталинских репрессий был нанесён огромный ущерб развитию калмыцкой литературы — в отношении талантливых литераторов были возбуждены многочисленные дела по обвинению в контрреволюционной деятельности. Был незаконно расстрелян Номто Очиров, арестованы Санджи Каляев и другие калмыцкие писатели. Во время депортация калмыцкого народа (1943—1957 годы) была пресечена любая печатная публикация на калмыцком языке. В это время литературное творчество сузилось до народного, особое развитие и значимость приобрели фольклор и связанный с ним различные элементы устного творчества. После возвращения калмыков на родину был восстановлен Союз писателей Калмыкии, возобновлён литературный журнал «Теегин герл». В 1965 году Правительством Калмыцкой АССР были учреждены почётные звания «Народный писатель Калмыкии» и «Народный поэт Калмыкии».
На этом этапе развития калмыцкой литературы важную роль приобрели художественная проза и поэзия. В творчество калмыцких авторов стали проникать наследие дореволюционной литературы, духовная культура калмыцкого народа и элементы эпоса «Джангар». Калмыцкие авторы стали использовать в своих произведениях различные формы фольклорного и культурного наследия калмыцкого народа, с помощью которых решались творческие задачи. Проблемой этого периода стало отсутствие до 70-х годов XX столетия традиций романного жанра в калмыцкой литературе. На раннем периоде развития современной калмыцкой литературе произведения, заявленные как романы, не всегда соответствовали критериям этого жанра. Первым романом на калмыцком языке считается «Звезда над Элистой» Алексея Бадмаева, который вышел в 1963 году. Впервые проблему отсутствия романного жанра в современной калмыцкой литературе озвучила состоявшаяся в 1960 году научная конференция, посвящённая проблемам калмыцкой художественной литературы, на которой было сказано, что «у нас пока что нет ни одного романа». Эту проблему также высказал в 1967 году Санджи Каляев: «у калмыков не было традиций романного жанра. Однако в сознании калмыцкого романа большая роль принадлежит фольклорно-эпическим традициям». Позднее к концу 60-х годов были написаны 8 романов, в 70-е годы — пять романов, в 80-е — пять и в первой половине 90-х годов — три новых романа.

#### Проза
Калмыцкий литературовед Б. Бадмаева-Лиджиева разделяет историю калмыцкой прозы на два эта: первый длился с 1917 по 1957 годы и второй — с 1957 по 1977 годы. Джамбинова Р. А. соединяет развитие калмыцкой литературы послевоенного времени с периодами советской истории и разделяет её на три этапа: «оттепель» (1955—1965 гг.), время «застоя» (1965—1985 гг.) и эпоху гласности (1985—1990 гг.). В это время в прозе происходит возвращение к калмыцкому фольклорному наследию. В отличие от предыдущего периода, когда калмыцкий роман исполнял идеологические установки, роман этого периода приобрёл социально-психологические элементы. Изучению калмыцкой художественной прозы посвящены отдельные сочинения калмыцких учёных-литературоведов, таких как И. М. Мацакова, Б. Б. Бадмаевой-Лиджиевой и Р. А. Джамбиновой и коолектива двухтомника «История калмыцкой литературы».
В 60-х годах выходят романы Алексея Бадмаева «Золото в песке не затеряется» и «Звезда над Элистой», Константина Эрендженова «Береги огонь», Морхаджи Нармаева «Маныч-река», Тимофея Бембеева «Лотос», Лиджи Инджиева «Дочь Ольды» и Басанга Дорджиева «Верный путь».
В 70-80-е годы в калмыцкой литературе начался постепенный процесс, приведший к кризису, связанному с утратой значимости метода социалистического реализма. С этого времени калмыцкие писатели стали уделять в своих произведениях нравственной проблеме, психологизму и художественной философии и особенно поднимали вопрос о судьбе калмыцкого народа, высланного со своей родины во время сталинизма. Наметился процесс перехода от простого описания к нравственному рассуждению. Среди калмыцких авторов стало возникать тяготение к роману. Р. А. Джамбинова полагает, что методы психологизма и художественной философии впервые появились в калмыцкой литературе в романах А. Бадмаева «Мукебэн» и «Бег Аранзала».
С 70-х годов XX столетия появляются произведения малых форм. Выходят несколько сборников Лиджи Иджиева «Большевики», М. Нармаева «Черноголовый журавль», А. Тачиева «Мать солдата», включавших в себя очерки, рассказы и повести авторов. Журналист Н. Илишкин издал в 1977 году сборник «Лауреаты Калмыкии», в который вошли очерки о калмыцких лауреатах различных советских премий.
В 80-е годы XX столетия калмыцкая литература характеризуется возникновением фронтовой и производственной тем. Калмыцкий языковед Э. Бардаев выпустил сборник «Теегт» («В степи»), в котором опубликовал очерки о различных представителях советской интеллигенции, рабочего класса и крестьянства. Подобной «производственной» темы придерживались Алексей Бакаев в сборнике «Седая и молодая Сарпа» и Михаил Хонинов в сборнике «Душевные люди». Фронтовая тема была описана в повести А. Тачиева «Мать солдата», А. Кукаева «Делгир», А. Бадмаева «Белый курган» и А. Кичикова «На утренней зорьке».
В 1980 году Константин Эрендженов издал сборник «Золотой родник», включавший в себя этнографический материал. Этот сборник инициировал интерес к прошлой калмыцкой литературе и народному творчеству.
В это же время началось постепенное затрагивание запретной в то время темы калмыцкой депортации. После возвращения калмыков на родину первой книгой, осмысливающей депортацию, стала повесть Алексея Балакаева «Три рисунка». Депортация калмыцкого народа косвенным образом затрагивалась в произведениях А. Джимбиева «Когда человеку трудно», М. Нармаева «Счастье само не даётся» и А. Тачиева «Запах полыни».
Калмыцкая литература в 80-е годы пыталась осмыслить конфликты современной жизни и процессы в обществе с точки зрения дореволюционной истории калмыцкого народа и проходящего советского периода. Авторы затрагивали вопросы духовного возрождения калмыцкого народа. С этого же времени большую популярность получил калмыцкий эпос «Джангар», который использовался как критерий взаимодействия калмыцкого национального восприятия и нового времени.
Основной чертой литературы периода 1991—2000 годов является состояние растерянности, которое было свойственно всей литературе постсоветского периода. Р. А. Джамбинова называет этот период как «новое литературное время». В конце XX века большую часть издаваемой литературы стали занимать очерки, рассказы и политическая публицистика. В литературе начала 90-х годов и конца XX столетия стали появляться жанры, такие как детективы, мелодрамы, лирическая проза, политическая публицистика, которые ранее отсутствовали в калмыцкой литературе. Первыми повестями-детективами стали «Азиатский дракон» и «Бегство из круга безумия» (1997 г.), написанные в соавторстве Татьяной Манджиевой и Николаем Санджиевым.

#### Поэзия
Калмыцкая поэзия берет своё начало из народного творчества и эпоса «Джангар». Родоначальником современной калмыцкой поэзии считается Харти Кануков, который печатал свои стихотворения-листовки, обращённые к красноармейцам-калмыкам. Он переводил на калмыцкий язык революционные песни, в частности перевёл «Марсельезу» и «Интернационал». Написал обличительную поэму под названием «Гелюнги».
В 1920 году вышел сборник песен и стихотворений «Песни революции» молодых калмыцких поэтов. Первое стихотворение Народного поэта Санджи Каляева «Слушайте» было опубликовано 22 октября 1925 года на страницах газеты «Улан хальмг». К 10-й годовщине Октябрьской революции Санджи Каляев опубликовал поэму «Орлы». В конце 30-х годов Санджи Каляев выпустил две поэмы «Герои, строящие социализм» и «Бригадир». В 1963 году издал сборник «Гимн родной степи».
В 30-е годы XX столетия начались публиковаться стихотворения писателя Баатра Басангова. Самой известной его поэмой была «Борец-сирота», на основе которой была создана одноимённая пьеса, ставшая первой постановкой Калмыцкого драматического театра.
В 1934 году вышел первый поэтический сборник Сян-Белгина «Дорога». В 1962 году опубликовал цикл стихов «Крылатая мечта», в 1963 году — поэму «Судьба героя». В 1964 году издал сборник «Новая легенда» с поэмой «Тридцать тополей», поэмой-сказкой «Мечта» и легендой «Мазан».
В 30-е годы XX столетия начал писать свои лирические стихотворения Церен Леджинов., которые стали основой популярных песен. В 1934 году Церен Леджинов издал «Сборник стихов», в 1939 году — сборники «Сила» и «Родина». Церен Лиджиев совместно с Константином Эрендженовым издал сборник «Великая победа». В это же время стал печататься поэт Лиджи Инджиев. Среди его самых известных поэтических произведений являются сборник «Байр» («Радость») и «Булг» («Родник»).
В 1940 году 18-летний Давид Кугультинов, будущий Герой Социалистического Труда, издал свой первый поэтический сборник «Стихи юности», за что был принят в раннем возрасте в Союз писателей СССР. В 1958 году издал поэму «Моабитский узник», посвящённую татарскому поэту Герою Советского Союза Мусе Джалилю.
В 60-е годы в калмыцкой поэзии появилось направление «роман в стихах». В 1962 году поэт Аксен Сусеев опубликовал роман в стихах «Мать моя — степь» в трёх частях.
В послевоенное время начала свою поэтическую деятельность первая калмыцкая поэтесса Бося Сангаджиева. В 1960 году она издала свой первый поэтический сборник «Сыну». В 1965 году опубликовала сборник «Ятха» («Лира»).
В 60-е годы XX столетия усилиями калмыцких учёных и литераторов была подготовлена «Антология калмыцкой поэзии» (Хальмг поэзин антолог. Хурацһу), которая вышла в 1972 году. Один из составителей этой антологии Народный поэт Калмыкии Санджи Каляев включил в состав этого сборника образцы народного поэтического творчества, такие как йорялы, харалы, однако эти они были исключены из «Антологии калмыцкой поэзии» по идеологическим соображениям.
Учитывая важность поэзии в калмыцкой культуре Народный Хурал Калмыкии установил памятную дату «День калмыцкой поэзии», которая отмечается ежегодно 13 марта.